# Batrachorhina kenyensis
Batrachorhina kenyensis là một loài bọ cánh cứng trong họ Cerambycidae.